# Hiroaki Tajima
Hiroaki Tajima (jap. 田島 宏晃 Tajima Hiroaki; ur. 27 czerwca 1974) – japoński piłkarz występujący na pozycji napastnika.

## Kariera klubowa
Od 1993 do 2003 roku występował w klubach Shimizu S-Pulse, Honda, Yokohama FC i Sagawa Express Tokyo.